# Roman Starovoït
Roman Vladimirovitch Starovoït (en russe : Роман Владимирович Старовойт), né le 20 janvier 1972 à Koursk (RSFS de Russie) et mort le 7 juillet 2025 à Razdory (Russie), est un homme politique russe.
Il est ministre des Transports entre mai 2024 et juillet 2025, après avoir été gouverneur de l'oblast de Koursk de 2019 à 2024, vice-ministre des Transports et chef de l'Agence fédérale des routes au sein de ce ministère.
Le 7 juillet 2025, il se suicide et est retrouvé mort dans sa voiture, après avoir été limogé de son poste de ministre des Transports par Vladimir Poutine.

## Biographie

### Jeunesse et études
Roman Vladimirovitch Starovoït naît le 20 janvier 1972 dans la ville de Koursk. Son père, Vladimir Alexandrovitch Starovoït, travaille à la centrale nucléaire de Koursk,. En 1974, son père commence à travailler à la centrale nucléaire de Leningrad, dans la ville de Sosnovy Bor, où Roman passe son enfance.
En 1995, il est diplômé de l'université technique des États baltes (en) à Saint-Pétersbourg, avec une spécialisation en « Moteurs thermiques pulsés ». En 2008, il termine l'Académie d'administration publique du Nord-Ouest avec un diplôme en administration d'État et municipale. 
En 2012, à l'université de Moscou du ministère de l'Intérieur de la Russie, il soutient sa thèse pour le diplôme de candidat ès sciences pédagogiques sur le thème « Méthodologie innovante pour la formation des athlètes en polyathlon d'hiver ». 
En 2019, il est diplômé du programme de développement de la réserve de gestion du personnel de l'École supérieure d'administration publique (ВШГУ) de l'Académie russe de l'économie nationale.

### Carrière professionnelle
En 1995, Roman Starovoït est directeur exécutif de l'Agence régionale d'investissement JSC. De 1995 à 2001, il travaille comme directeur général de la société de gestion d'actifs NPF Promychlenny. De 2002 à 2005, il est propriétaire et PDG de l’entreprise de construction Stroyinvest.
De 2005 à 2007, il est chef du département des relations avec les investisseurs du comité d'investissement et des projets stratégiques du gouvernement de Saint-Pétersbourg. Puis il devient premier vice-président du Comité des investissements et des projets stratégiques du gouvernement de Saint-Pétersbourg, jusqu'en 2010. De 2010 à 2012, il est directeur adjoint du Département de l'industrie et des infrastructures du Bureau du gouvernement de la fédération de Russie. 

### Carrière politique
Roman Starovoït est nommé le 22 novembre 2012 à la tête de l'Agence fédérale des routes (Rosavtodor). À partir du 1er octobre 2018, il est vice-ministre des Transports de la fédération de Russie.
Le 11 octobre 2018, après la démission d'Alexandre Mikhaïlov, il est nommé gouverneur par intérim de l'oblast de Koursk. Le 8 septembre 2019, jour du scrutin unifié, il obtient 81,07 % des voix dès le premier tour des élections et devient le gouverneur de l'oblast de Koursk. Son mandat prend fin en 2024, lorsqu'il démissionne, alors qu'une offensive ukrainienne est en cours dans l'oblast dont il a la charge.
Le 14 mai 2024, il est nommé par le président Vladimir Poutine ministre des Transports de Russie,. 
Il occupe le grade de conseiller d'État effectif de la fédération de Russie de 1re classe.

### Limogeage et mort
Le 7 juillet 2025, Roman Starovoït est limogé par décret de Vladimir Poutine de son poste de ministre des Transports, sans qu'une raison claire soit évoquée. Il est immédiatement remplacé par son adjoint, Andreï Nikitine. Starovoït apprend la nouvelle dès son arrivée au bureau. Peu de temps après avoir été renvoyé, il est retrouvé mort avec une blessure par balle dans sa voiture Tesla à Razdory, dans le district d'Odintsovo (oblast de Moscou). À ses côtés sont retrouvées une médaille d'État et une arme de poing honorifique (en) offerte par le ministère de l'Intérieur en 2023,,. Une enquête est ouverte pour déterminer les causes exactes de sa mort, la thèse du suicide étant largement privilégiée par la majorité des sources,.
Des médias russes écrivent que ce suicide pourrait être lié à la menace d'une enquête pour corruption visant l'ancien ministre, remontant à l'époque où il était encore gouverneur de l'oblast de Koursk et qu'il avait la charge de bâtir des fortifications pour contrer une attaque ukrainienne. Son successeur comme gouverneur, Alekseï Smirnov, aurait été prêt à témoigner contre lui. Le détournement des fonds destinés à la construction de fortifications par Roman Starovoït lui aurait valu une disgrâce publique et des poursuites judiciaires, une humiliation que Starovoït n'aurait pas supporté.  
En apprenant la nouvelle du suicide de Starovoït, un haut fonctionnaire du ministère des Transports, chargé du réseau routier, meurt d'une crise cardiaque en pleine réunion. Les funérailles de Roman Starovoït réunissent de nombreux représentants de l'élite politico-financière russe, alors que le Kremlin n'a pas envoyé de représentant ni de gerbe de fleurs. 
Selon Mark Galeotti, Roman Starovoït était déjà mort au moment où le décret annonçant son renvoi a été publié. Il fait le lien avec les nombreux événements violents ayant touché des personnalités russes importantes de la sphère économique. D'après lui, ces morts sont bien accidentelles mais liées à la dégradation rapide de la situation, tant politique qu'économique, au sein du régime russe.

## Vie privée
Au moment de sa mort, Roman Starovoït vit en couple avec une étudiante âgée de 25 ans, originaire de la région de Koursk. Leur relation est sujette à controverse.